# Moraleja de Sayago
Moraleja de Sayago é um município da Espanha na província de Zamora, comunidade autónoma de Castela e Leão, de área 33,54 km² com população de 282 habitantes (2007) e densidade populacional de 8,83 hab/km².

## Demografia
| Variação demográfica do município entre 1991 e 2004 | Variação demográfica do município entre 1991 e 2004 | Variação demográfica do município entre 1991 e 2004 | Variação demográfica do município entre 1991 e 2004 |
| --------------------------------------------------- | --------------------------------------------------- | --------------------------------------------------- | --------------------------------------------------- |
| 1991                                                | 1996                                                | 2001                                                | 2004                                                |
| 322                                                 | 308                                                 | 292                                                 | 296                                                 |